# Sexual Healing
"Sexual Healing" é uma canção do cantor estadunidense de Soul e R&B Marvin Gaye, lançada em 30 de Setembro de 1982 pela gravadora Columbia Records, presente no décimo sétimo e último álbum de estúdio do cantor, Midnight Love. Foi seu primeiro single desde sua saída da gravadora Motown Records. A canção venceu o Grammy Award em 1982. a revista People descreveu o single como "A canção mais quente da cultura pop americana desde Physical de Olivia Newton-John". a faixa foi listada na 223 colocação das 500 Melhores canções de todos os tempos da revista Rolling Stone.

## Pessoal
- Marvin Gaye - composição, arranjos vocais e rítmicos, programação de bateria (Roland TR-808), teclados (Roland Jupiter-8, Fender Rhodes), voz principal, backing vocais
- Odell Brown - composição, sintetizadores, backing vocais
- Gordon Banks - guitarras, backing vocais
- Harvey Fuqua - backing vocais, mixagem e masterização

## Desempenho nas paradas
"Sexual Healing" foi lançada como single em 30 de setembro de 1982. A música alcançou o número um na Billboard Hot R&B Singles, onde permaneceu por um recorde de 10 semanas, antes de ser substituído pelo dueto de Michael Jackson e Paul McCartney  "The Girl Is Mine". O sucesso foi semelhante no Hot 100 , onde alcançou a posição número três. A canção também foi um sucesso outros gráficos da Billboard alcançando o número 12 no Hot Dance Club e número 34 no Hot Adult Contemporary, além de ter ganhado dois  Grammy Award.
| Paradas (1982-1983)                               | Melhor posição |
| ------------------------------------------------- | -------------- |
| O campo songid é OBRIGATÓRIO PARA PARADA ALEMÃ    | 23             |
| Bélgica (Ultratop 50 de Flandres)                 | 2              |
| Bélgica (VRT Top 30 Flanders)                     | 3              |
| Canadá RPM Top Singles                            | 1              |
| Estados Unidos (Billboard Hot 100)                | 3              |
| Estados Unidos (Billboard Hot Adult Contemporary) | 34             |
| Estados Unidos (Billboard Hot Dance Club Play)    | 12             |
| Estados Unidos (Billboard Hot R&B Singles)        | 1              |
| França (SNEP)                                     | 17             |
| Irlanda (Irish Singles Chart)                     | 7              |
| Itália (FIMI)                                     | 37             |
| Países Baixos (Dutch Top 40)                      | 3              |
| Países Baixos (Single Top 100)                    | 3              |
| Nova Zelândia (Recorded Music NZ)                 | 1              |
| Suécia (Sverigetopplistan)                        | 17             |
| Reino Unido (Official Charts Company)             | 4              |
| Paradas (2011)                                    | Melhor posição |
| França (SNEP)                                     | 74             |
| Paradas (2012)                                    | Melhor posição |
| França (SNEP)                                     | 187            |

### Certificações
| País (Empresa) | Certificação |
| -------------- | ------------ |
| Itália (FIMI)  | Ouro         |

### Cronologia nas paradas
| Precedido por "Love Come Down" de Evelyn King     | E.U.A Billboard Hot Black Singles Singles número um 6 de Novembro 1982 – 8 de janeiro de 1983     | Sucedido por "The Girl Is Mine" de Michael Jackson e Paul McCartney |
| Precedido por "Pass the Dutchie" de Musical Youth | New Zealand RIANZ Singles Chart Singles número um 21 de janeiro de 1983 – 25 de Fevereiro de 1983 | Sucedido por "I Don't Wanna Dance" de Eddy Grant                    |
| Precedido por "Africa" de Toto                    | Canadian RPM Singles Chart Singles número um 19 de Fevereiro de 1983 – 26 de Fevereiro de 1983    | Sucedido por "Do You Really Want to Hurt Me" de Culture Club        |

## Versão de Sarah Connor
Em 2007, a canção foi regravada pela cantora e compositora alemã Sarah Connor para o seu álbum de estúdio Soulicious (2007). Essa versão re-gravada conta com a participação do cantor e compositor americano Ne-Yo.

### Lista de faixas
Europa CD single
1. "Sexual Healing" (Video Version Com Ne-Yo) – 3:52
2. "Sexual Healing" (Original Radio) – 3:51

Europa CD maxi single
1. "Sexual Healing" (Video Version Com Ne-Yo) – 3:52
2. "Sexual Healing" (Original Radio) – 3:51
3. "Get It Right" – 4:20
4. "Sexual Healing" (Video Com Ne-Yo) – 4:04
5. Online Access: Making of "Sexual Healing"

### Desempenho nas paradas
| Paradas (2007)                                 | Melhor posição |
| ---------------------------------------------- | -------------- |
| Áustria (Ö3 Austria Top 75)                    | 45             |
| Europa (Eurochart Hot 100 Singles)             | 44             |
| O campo songid é OBRIGATÓRIO PARA PARADA ALEMÃ | 11             |
| Suíça (Schweizer Hitparade)                    | 41             |